# Dragoslav Maksimović
Dragoslav Maksimović (17. novembar 1948 — 11. jul 2020) bio je lekar, pedijatar, klinički farmakolog i osnivač Službe za intenzivnu pedijatrijsku terapiju u Univerzitetskoj dečjoj klinici u Beogradu.

## Biografija
Rođen je 17. novembra 1948. godine u selu Šatra, opština Kuršumlija. Niže razrede osnovne škole završio je u selu u kojem je rođen. Nakon toga više razrede osnovne škole završava u Beogradu, kao i Šestu beogradsku gimnaziju.
Medicinski fakultet Univerziteta u Beogradu upisao je školske 1966/67 godine, a diplomirao 1972. godine. Dana 15 decembra 1989. godine na Medicinskom fakultetu Univerziteta u Beogradu odbranio je doktorsku disertaciju pod naslovom "Akutni elektrolitni poremećaji u odojčadi" i time ispunio uslove za sticanje naučnog stepena doktora medicinskih nauka. Subspecijalizaciju iz kliničke farmakologije položio je 6. juna 1986. godine.
Rad sa decom i specijalizaciju pedijatrije započeo je u Gornjem Milanovcu a potom u Beogradu na Univerzitetskoj dečijoj klinici, gde se tokom specijalizacije zaposlio. Specijalistički ispit položio je marta 1981. godine. Po završetku specijalizacije godinu dana radi na novoformiranom Odeljenju dečije hemodijalize, a potom osam godina kao lekar specijalista na Odeljenju patologije novorođenčadi. U januaru 1988. godine osniva Službu za intenzivnu pedijatrijsku terapiju na Univerzitetskoj dečijoj klinici u Tiršovoj ulici u Beogradu, kojom rukovodi do marta 2001. godine. Od 1990. do 1999. godine pored rukovođenja Odeljenjem intenzivne pedijatrijske terapije obavlja i funkciju zamenika direktora Univerzitetske dečije klinike.
Mart 2002. godine prelazi u KBC "Dr Dragiša Mišović" gde rukovodi Centrom za plućne bolesti dece i tuberkulozu, kao i Odeljenjem za intenzivnu negu i terapiju. U okviru Centra formira Dnevnu pedijatrijsku bolnicu. Od 2010. godine počinje da radi kao načelnik Dečije bolnice "Dr Olga Popović Dedijer", gde organizuje Dnevnu bolnicu i radi na poboljšanju nivoa i uslova rada ove bolnice.
Nakon odlaska u penziju 2013. godine prelazi da radi u Opštoj bolnici MediGroup u Beogradu. U toku pandemije COVID19 i pored postojanja zakonskih uslova za prestanak rada, ostaje na svom radnom mestu. Preminuo je 11. jula 2020. godine od posledica zaražavanja virusom COVID-19.

## Knjige
Svoje iskustvo u lečenju dece iskazao je pisanjem više praktičnih knjiga za pomoć pedijatrima u svakodnevnom radu i dve namenjene roditeljima, smatrajući da je edukacija roditelja veoma važna za zdravlje i pravilan razvoj dece.
- Urgentna terapija u pedijatriji (1994, dopunjena izdanja 1999., 2003. i 2013.)[5]
- Antibiotska terapija u pedijatriji (1996)
- Vi, Vaše dete i lekovi [6] (1999)
- Ambulantna pedijatrija sa difernecijalnom dijagnozom (2001)
- Esnencijalni lekovi u urgentnoj pedijatriji (2003)
- Vademekum ambulantne pedijatrije (sa saradnicima) (2005)
- Dečiji lekar, Vaš prijatelj i savetnik (2006)[7]
- Praktična pedijatrija sa elementima kliničke farmakologije (2013)][8]

## Život
Lečeći decu, pisajući knjige, organizujući i popravljajući uslove lečenja dece u svim ustanovama gde je proveo svoj radni vek i više od pet godina u noćnim dežurstvima, nalazio je vremena za svoju porodicu, suprugu Biljanu i decu Katarinu i Branislava koji su mu davali dodatnu energiju i podsticaj da sve radi sa zadovoljstvom, elanom i lakoćom.